# John Bray
Ne doit pas être confondu avec Johnny Gray.
John Bray (né le 19 août 1875 à Middleport et décédé le 18 juillet 1945 à San Francisco) est un athlète américain spécialiste du demi-fond. Il était affilié au Williams College.

## Biographie

### Palmarès
| Date | Compétition           | Lieu  | Résultat | Épreuve      | Performance  |
| ---- | --------------------- | ----- | -------- | ------------ | ------------ |
| 1900 | Jeux olympiques d'été | Paris | 6e       | 800 mètres   |              |
| 1900 | Jeux olympiques d'été | Paris | 3e       | 1 500 mètres | 4 min 09 s 0 |

### Records
| Épreuve      | Performance  | Date |
| ------------ | ------------ | ---- |
| 800 mètres   | 1 min 55 s 3 | 1900 |
| 1 500 mètres | 4 min 07 s 2 | 1900 |
| Mile         | 4 min 43 s 6 | 1900 |